# Jardín Botánico de la Universidad Estatal de San Petersburgo
El Jardín Botánico de la Universidad Estatal de San Petersburgo, en ruso: Ботани́ческий сад СПбГУ (Botanícheskiy sad SPbGU), es un jardín botánico, e invernaderos que se encuentra en San Petersburgo, Rusia.
El Jardín Botánico de la Universidad Estatal de San Petersburgo depende administrativamente de la Universidad Estatal de San Petersburgo.
El código de identificación internacional de Jardín Botánico de la Universidad Estatal de San Petersburgo como miembro del "Botanic Gardens Conservation Internacional" (BGCI), así como las siglas de su herbario es LECB.

## Localización
Jardín Botánico de la Universidad Estatal de San Petersburgo, Universitetskaia nab. 7-9, 199164 San Petersburgo, Federación Rusa
Planos y vistas satelitales.59°56′31″N 30°17′46″E / 59.94194, 30.29611
El jardín botánico es visitable previa cita.

## Historia
El jardín botánico se creó por iniciativa de Andrei Beketov, que hizo una gran contribución no solo a la creación, sino también para el desarrollo del jardín botánico.
Tienesus inicios en 1935, el jardín botánico de la LSU, es un monumento histórico de la cultura y el arte, y está bajo la protección del Estado.
Gracias a todo el personal de la Universidad, continuaron trabajando durante la Segunda  Guerra Mundial, y lograron mantener durante el asedio la colección de jardín.

## Colecciones
Entre las colecciones de plantas que alberga son de destacar,
- Plantas ornamentales
- Plantas medicinales
- Plantas raras y endémicas del distrito de San Petersburgo
- Coníferas
- Cactus y plantas suculentas
- Plantas herbáceas
- Colección de Ficus
- Echinodorus
- Tagetes
- Callistephus
- Colección de Dahlias

Entre las especies destacan Phellodendron amurense Rupr., Juglans mandshurica Maxim.

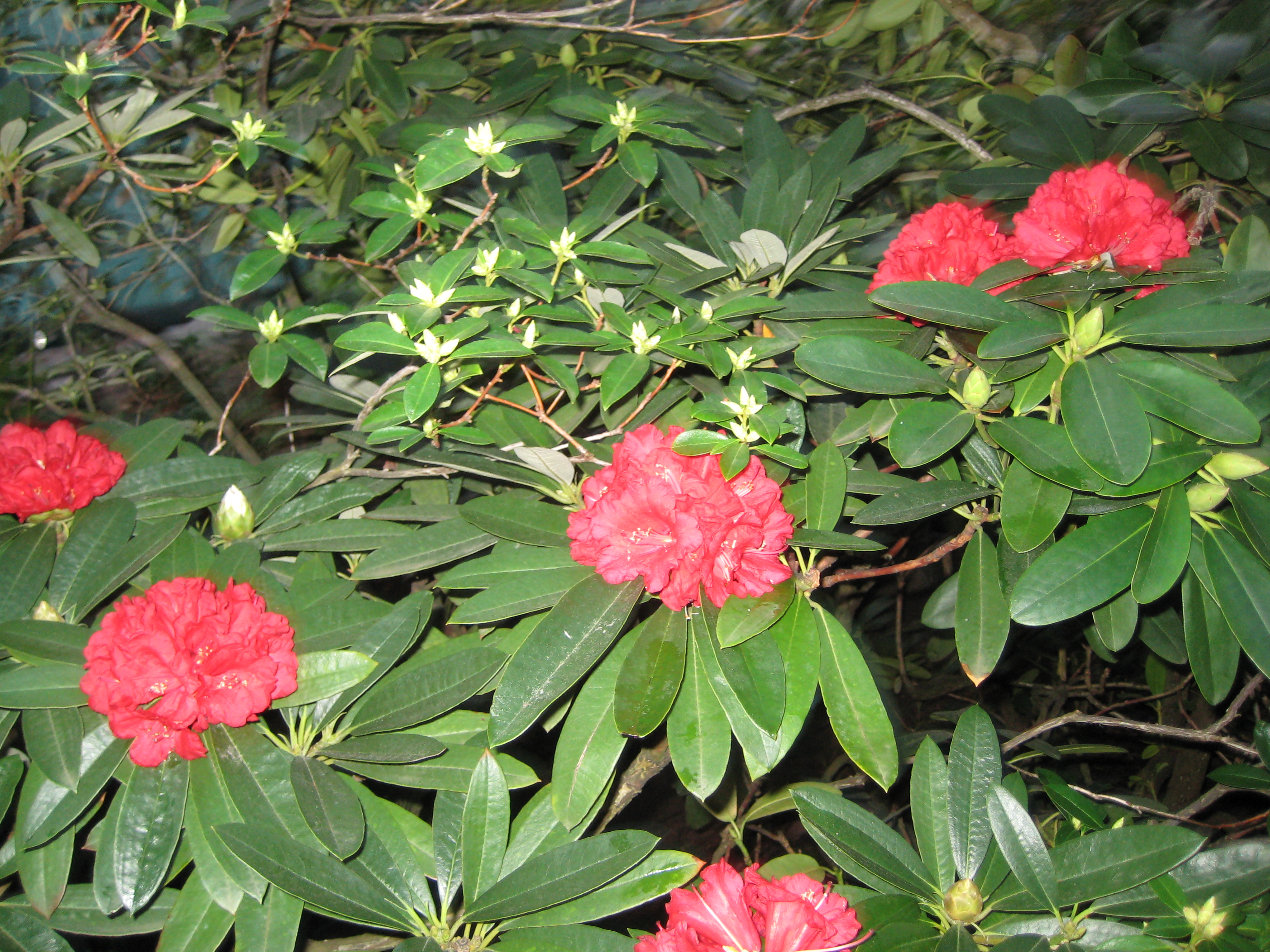
Floración de Rhododendron en el Jardín Botánico de la Universidad Estatal de San Petersburgo.
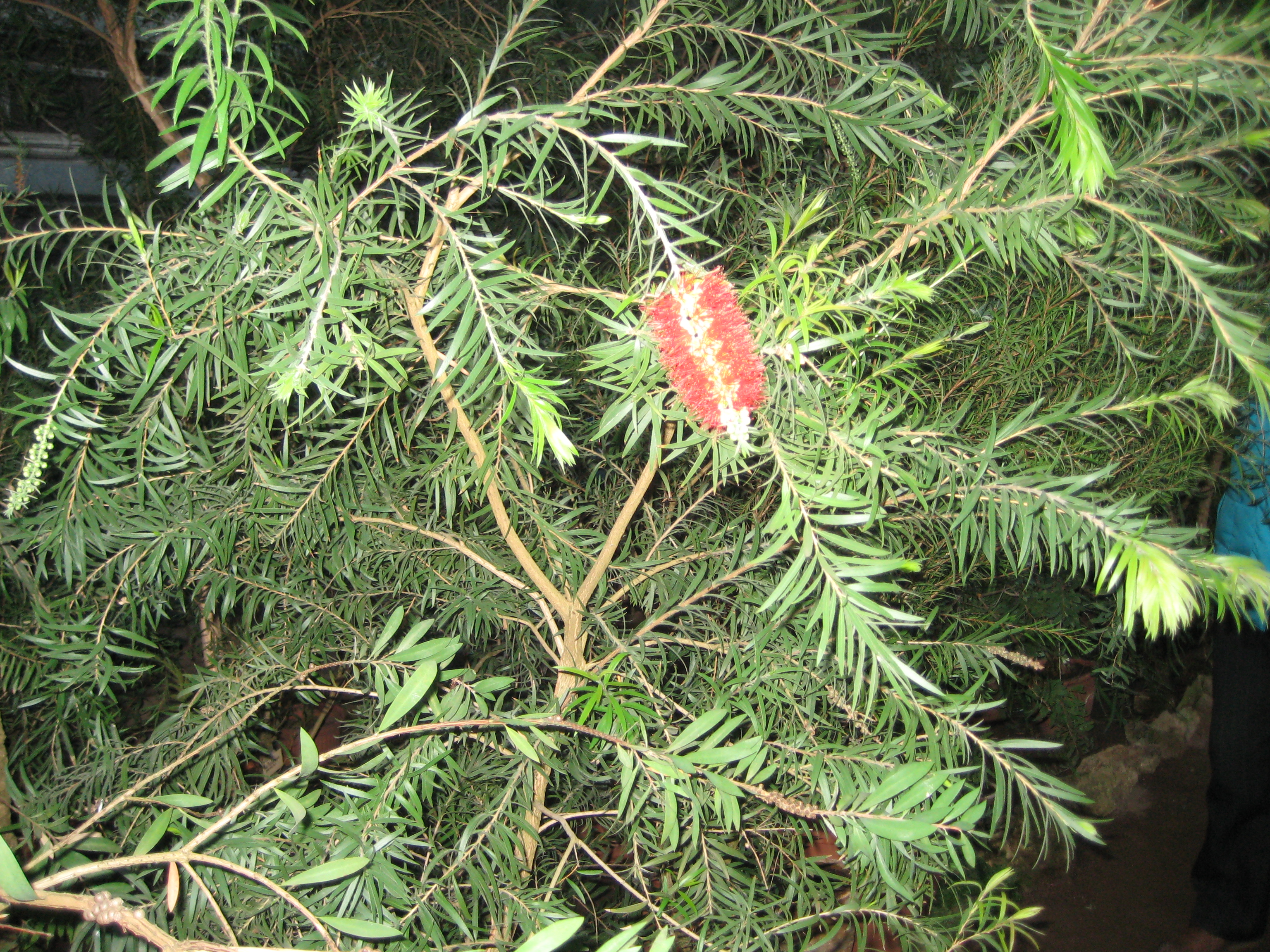
Planta australiana en el interior del invernadero.
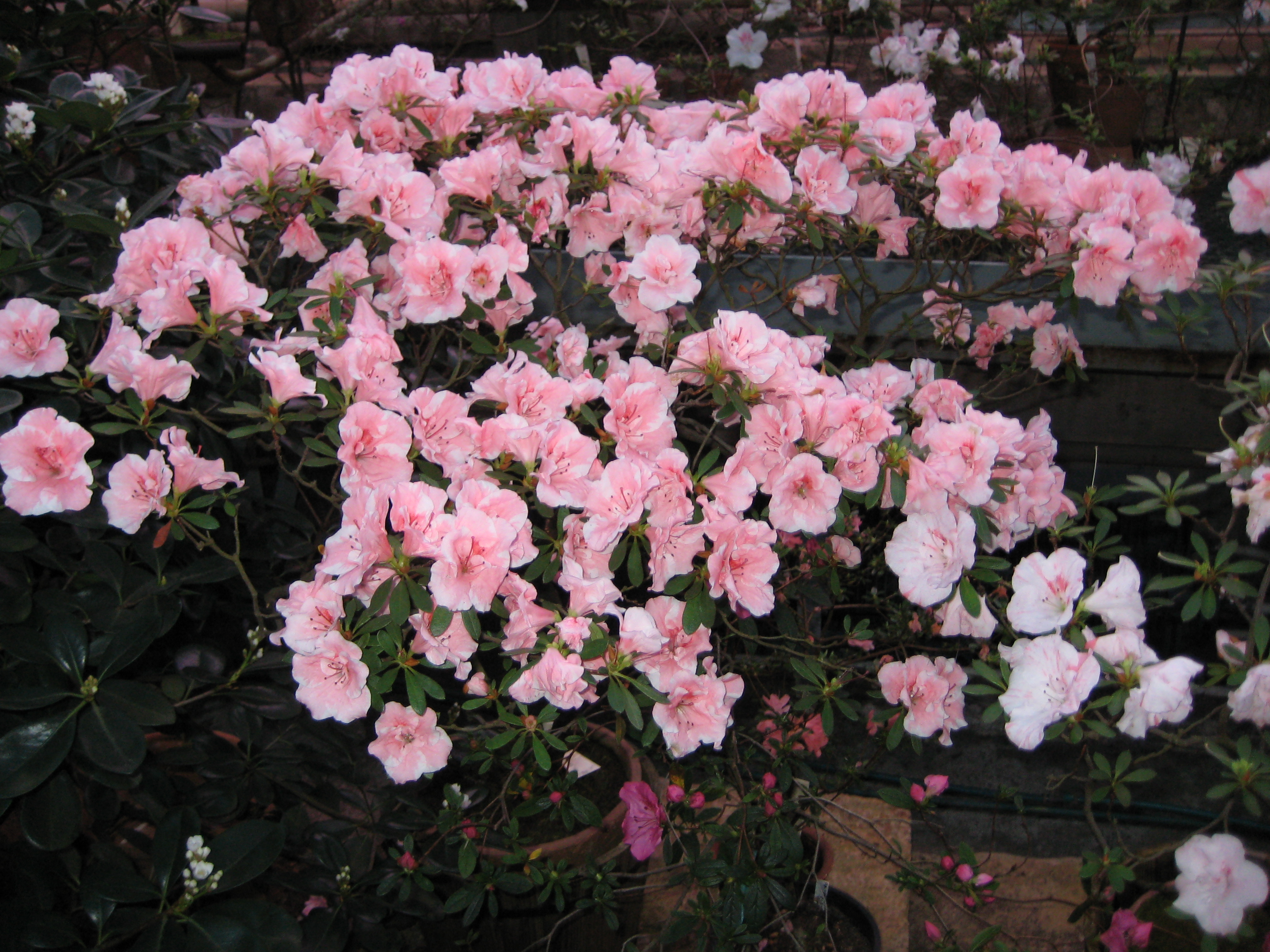
Floración de azalea.
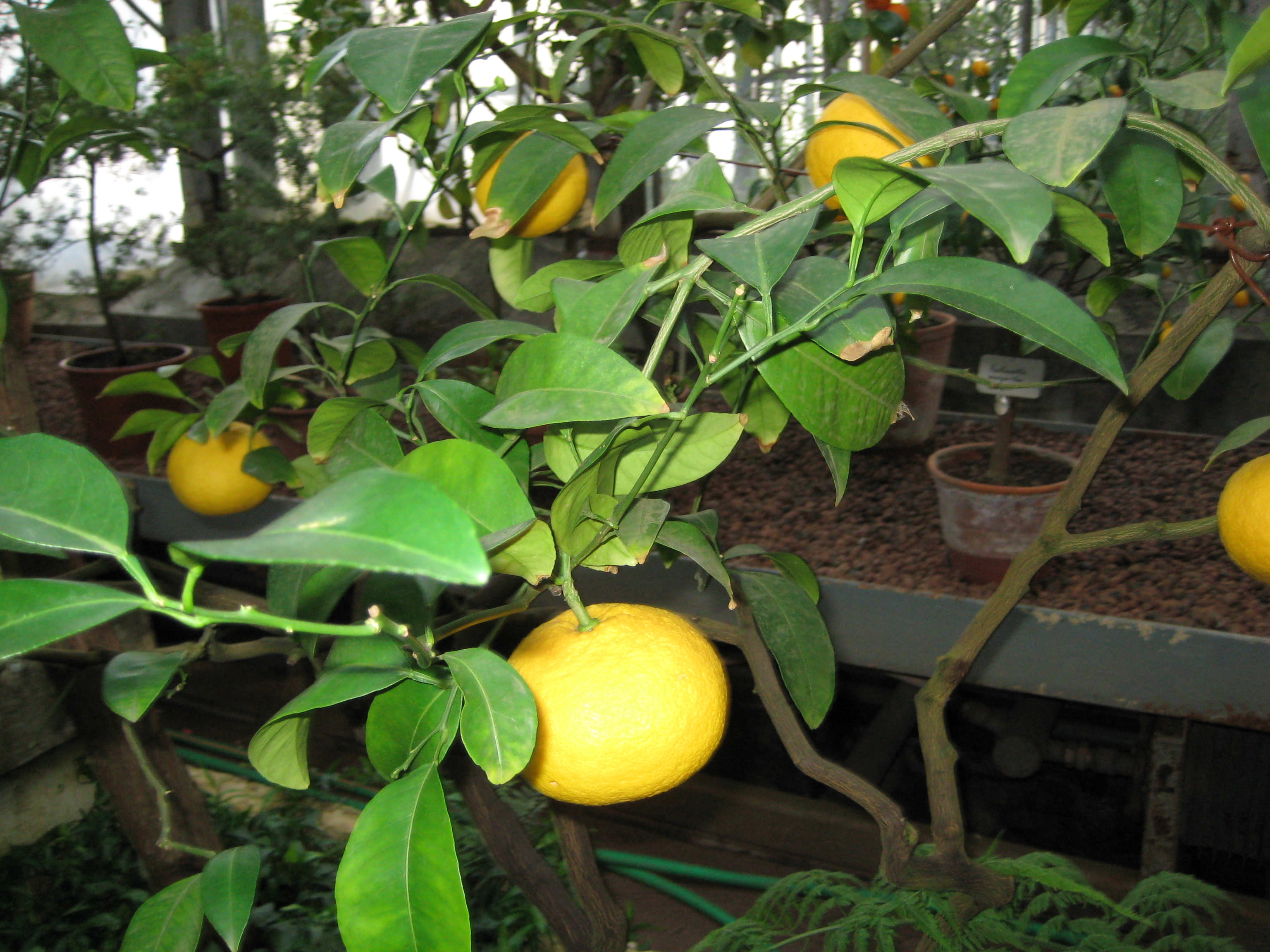
Cítricos en el interior del invernadero.